# В Густині. Трапезна церква
В Густині. Трапезна церква — малюнок Шевченка з альбому 1845 року (зворот аркуша 16), виконаний у 1845 році. Ліворуч внизу чорнилом напис рукою Шевченка: въ Густыни.
На малюнку зображена Трапезна церква Густинського монастиря.